# Luther Vandross
Luther Ronzoni Vandross Junior, más conocido como Luther Vandross (Manhattan, Nueva York, 20 de abril de 1951 - Edison, Nueva Jersey, 1 de julio de 2005), fue un cantante, compositor y productor de R&B, soul y góspel estadounidense. Conocido por su voz dulce y conmovedora, Vandross ha vendido más de 40 millones de discos en todo el mundo. Logró once álbumes de platino consecutivos y ocho premios Grammy, incluyendo Mejor Interpretación Vocal Masculina de R&B en cuatro ocasiones diferentes. En 2004, Vandross ganó un total de cuatro premios Grammy.
Vandross comenzó en la década de 1970 como corista de renombrados artistas como David Bowie o Chaka Khan. Más tarde, se convirtió en el cantante principal del grupo Change, que lanzó su álbum debut, The Glow of Love, en 1980. Después de abandonar el grupo, firmó con Epic Records como solista y lanzó su álbum debut en solitario, Never Too Much, en 1981. A partir de entonces y hasta su muerte, en 2005, Vandross se convirtió en uno de los artistas masculinos más populares del R&B, especialmente durante la era del quiet storm. 
Falleció a los 54 años a causa de sus problemas de diabetes.

## Biografía
Nacido en el Lower East Side de Manhattan en Nueva York, Vandross creció en una familia musical que se trasladó a El Bronx cuando él tenía 13 años. El padre de Vandross murió de diabetes cuando Luther tenía solo ocho años. El momento que cambió su vida llegó a los 13 años, cuando escuchó a Dionne Warwick cantar "Anyone Who Had A Heart", canción que él grabaría en sus últimos años, y supo que debía ser cantante.
Antes de ser cantante profesional Vandross cantó los coros para David Bowie, Roberta Flack, Carly Simon, Chaka Khan, Bette Midler, Dionne Warwick, Chic y Barbra Streisand. Durante el principio de su carrera, Vandross se conformaba con ser corista, compositor, productor y cantante de reserva para otros artistas. Roberta Flack empujó a Vandross a comenzar su propia carrera. Ella creyó que era un talento increíble que, además de sus habilidades en la composición y producción, merecía ser oído cantando como solista. Antes de su lanzamiento oficial, lanzó dos álbumes con un grupo de cantantes que formó, también llamado Luther. 
En los años 1980, "The Glow of Love" y "Searching" le dieron gran éxito conduciéndolo a firmar un contrato con Epic Records, y en 1981, hizo su gran debut en el mercado comercial con la grabación del LP "Never Too Much". El álbum, que contenía la pista "A House is Not a Home" fue doble disco de platino rápidamente, con la canción "Never Too Much" alcanzando el número uno en las listas de R&B. 
Vandross lanzó una serie de álbumes no muy vendedores durante los años 1980. Aun así muchos de ellos tuvieron gran impacto en las listas de popularidad de R&B de los 80's.
Durante los años 1980, Vandross tuvo otros dos #1 con "Stop to Love" en 1986 y un dueto con Gregory Hines, "There's Nothing Better Than Love". También cantó duetos con Dionne Warwick y Cheryl Lynn. Tuvo una gran actividad como productor; sobre todo con grandes artistas como Aretha Franklin, para quien produjo álbumes enteros.
En 1991 la compilación de los más grandes éxitos, "The Very Best Of Luther Vandross... The Best Of Love", incluyó la balada "Here And Now", la primera canción grabada por el que fue número uno en la más importante lista de Billboard. Recibió su primer Grammy por la mejor interpretación masculina de R&B en la entrega de los Grammy de 1991. "Here And Now" se convirtió en un gran éxito en las bodas, y en la radio comercial de Estados Unidos. Además, la canción permitió que ampliara sus horizontes musicales más allá del R&B. 
Más álbumes siguieron en los años 1990, comenzando con la energía del éxito "Power of Love" en 1991. Ganando su segundo Grammy por R&B vocal en la entrega de 1992 con el tema "Power of Love/Love Power" que ganaba el Grammy a la mejor canción de R&B en el mismo año. En 1992, "The Best Thing in Life Are Free", un dueto con Janet Jackson se convirtió en un éxito. 
Luther volvió a colocar otro exitazo en 1994 con "Endless Love", un dueto con la gran vendedora de discos Mariah Carey, que fue Número 2 en Estados Unidos.
En los Grammy de 1997, ganó su tercer premio a la mejor interpretación masculina de R&B por Your Secret Love. Un segundo álbum más de Grandes Éxitos fue lanzado en 1997, compilando la mayoría de sus hits de los años 1990, su último disco lanzado con Epic Records. 
Después lanza "I Know" en Virgin Records, firmando más tarde con J Records. Su primer álbum en la nueva discográfica de Clive Davis, titulado "Luther Vandross", fue lanzado en 2001, y produjo los éxitos "Take You Out," "Grown Thangs" y "I'd Rather."
En el 2003 lanza su último disco, “Dance With My Father”, en memoria a su padre. Con un gran éxito de ventas, gana nuevamente el Grammy a la mejor interpretación masculina de R&B y por la Mejor Canción, y se convierte en su primer álbum en llegar al N.º 1 de ventas.
Finalmente muere en julio del 2005 víctima de un derrame cerebral a causa de la diabetes y de la hipertensión que padecía, debido a su constante aumento y bajada de peso. Se divulgó que murió tranquilo en compañía de su familia y amigos. Posteriormente, el día de su sepultura se organizó un gran homenaje póstumo que incluyó a las grandes figuras con las que trabajó a lo largo de su carrera y otros artistas, grandes amigos del ya fallecido artista.

### Vida privada
Vandross nunca se casó y no tuvo hijos. Todos sus hermanos mayores fallecieron antes que él.
La orientación sexual de Vandross fue un tema de especulación mediática. Aunque nunca salió como gay, bisexual o incluso hetero, tenía que usar anteojeras, como muchos de sus admiradores, en particular las mujeres, deben haber sido para pasar por alto su rareza, escribió Jason King en el obituario de Vandross en The Village Voice. Según Gene Davis, un productor de televisión que trabajó con Vandross, "Todos en el negocio sabían que Luther era gay". En 2006, Bruce Vilanch, amigo y colega de Vandross, le dijo a la revista Out, Él me contó... Nadie sabe que estoy en la vida... Él tenía muy pocos contactos sexuales. Según Vilanch, Vandross experimentó su relación romántica más larga con un hombre mientras vivía en Los Ángeles a fines de la década de 1980 y principios de la de 1990. En diciembre de 2017, su amiga Patti LaBelle confirmó que Vandross era gay, pero tuvo problemas para salir del clóset.

### Enfermedad y fallecimiento
Vandross sufría diabetes e hipertensión. El 16 de abril de 2003, Vandross sufrió un grave ictus en su casa de Nueva York y estuvo en coma cerca de dos meses. El cuadro afectó a su capacidad para hablar y cantar, teniendo que usar una silla de ruedas a partir de entonces.
En los Grammy Awards de 2004, Vandross apareció en un segmento de vídeo pregrabado para agradecer su Premio por Canción del Año, concretamente por su sencillo Dance with My Father, diciendo, Cuando digo adiós, nunca es por mucho tiempo, porque creo en el poder del amor. Su madre, Mary, aceptó el premio en su nombre. Su última aparición pública fue el 6 de mayo de 2004 en el The Oprah Winfrey Show. Vandross falleció el 1 de julio de 2005 en el JFK Medical Center en Edison, Nueva Jersey, a la edad de 54 años.
El funeral de Vandross tuvo lugar en la Iglesia de Riverside, Nueva York, el 8 de julio de 2005. Cissy Houston, miembro fundadora de  The Sweet Inspirations y madre de Whitney Houston, cantó en el funeral. Vandross fue enterrado en el George Washington Memorial Park en Paramus, Nueva Jersey. A él le sobrevivió su madre, Mary Ida Vandross, quien murió en 2008.
Vandross hizo una donación para la Fundación para la Investigación de la Diabetes Juvenil.

## Discografía
- Luther (1976)
- This Close to You (1977)
- Never Too Much (1981)
- Forever, for Always, for Love (1982)
- Busy Body (1983)
- The Night I Fell in Love (1985)
- Give Me the Reason (1986)
- Any Love (1988)
- Power of Love (1991)
- Never Let Me Go (1993)
- Songs (1994)
- This Is Christmas (1995)
- Your Secret Love (1996)
- I Know (1998)
- Luther Vandross (2001)
- Dance with My Father (2003)

### Sencillos de éxito
- 1981 "Never Too Much" #33 US (#1 R&B Singles) del álbum Never Too Much
- 1983 "How Many Times Can We Say Goodbye" #27 US, del álbum Busy Body
- 1985 "'Til My Baby Comes Home" #29 US Del álbum The Night I Fell in Love
- De Give Me the Reason:
  - 1986 "Stop to Love" #15 US, #24 UK (1987 release)
  - 1987 "I Really Didn't Mean It" #16 UK
  - 1987 "So Amazing" #33 UK
  - 1988 "Give Me the Reason" (re-issue) #26 UK
- 1988 "I Gave It Up (When I Fell in Love)" #28 UK

De Any Love:
- 1988 "Any Love" #31 UK
- 1989 "She Won't Talk to Me" #30 US, #34 UK

De The Best of Luther Vandross: The Best of Love:
- 1989 "Here and Now" #4 US (#1 R&B Singles)
- 1989 "Never Too Much" (remix) #13 UK

De Power of Love:
- 1991 "Don't Want to Be a Fool" #9 US (#1 R&B Singles)
- 1991 "Power of Love - Love Power" #1 US (#1 R&B Singles)

De Mo' Money soundtrack:
- 1992 "The Best Things in Life Are Free" (with Janet Jackson) #10 US,(#1 R&B Singles) #2 UK

De Never Let Me Go:
- 1993 "Little Miracles (Happen Every Day)" #28 UK
- 1993 "Heaven Knows" #34 UK
- 1993 "Love Is on the Way" #38 UK

De Songs:
- 1994 "Endless Love" (with Mariah Carey) #2 US, #3 UK
- 1995 "Always and Forever" #20 UK
- 1995 "Ain't No Stoppin' Us Now" #22 UK
- 1995 "Power Of Love - Love Power" (remix) #31 UK
- 1995 "The Best Things in Life Are Free" (remix) (with Janet Jackson) #7 UK

De Your Secret Love:
- 1996 "Your Secret Love" #14 UK

De Luther Vandross:
- 2001 "Take You Out" #26 US (#1 R&B Singles)

De Dance with My Father:
- 2004 "Dance with My Father" #18 US, (#1 R&B Singles) #21 UK

## Voz
Su voz fue clasificada como tenor, Vandross fue conocido como La Voz de Terciopelo en referencia a su extraordinario talento vocal, y en ocasiones fue llamado La Mejor Voz de una Generación. También era conocido como el "Pavarotti del Pop" entre muchos críticos.